# Lok Anna
Lok Anna eller Bland Anna, född 1598, död 1669, var en klok gumma som avrättades i häxprocessen i Älvdalen under den stora häxjakten Det stora oväsendet i Sverige 1668–1676. Hon tillhörde de mer kända och uppmärksammade enskilda personerna i häxprocessen i Dalarna.

## Biografi
Anna levde i Loka by och var gift med Lok Matts eller Bland Matts Olofsson. Hon hade åtminstone en dotter kallad Kerstin eller Chirstin. 
Lok Anna var en klok gumma och beskrivs som den förnämsta boterskan i hela Älvdalen, känd långt utanför sin bygd för sin skicklighet. Folk kom till henne så långt som från Leksand för att anlita henne.  
Hon var en djupt respekterad person som till och med rätten tycktes vända sig till som en auktoritet, vilket gav henne ett slags särställning; rätten och prästerna "tog sin tillflyckt" till henne "som man var van att göra till dem som kunde mer än andra". 
Det finns inga föraktfulla ord om henne i protokollet, och om hennes verksamhet fanns bara goda vitsord. Hon var den enda kloka gumman i processen - det var i själva verket ovanligt att "kloka gummor" blev anklagade för häxeri.   
I sin verksamhet som botare uppgavs hon ha "läst i salt, haft därtill vitlök, bävergäll etc. Uti alla dessa läsningar brukat (eller rättare sagt missbrukat) den helga trefaldighets namn". 
En av hennes trollformler återgavs:

Till kvesan.
Vår Herre och S. Peder de gingo sig i vägen fram, där mötte de kveso, vart vill du kvesa sagde S. Peder? Jag vill till byes och bryta :mannaben: I tre namn, G. Fader, G. Son och den H. And. Och genom en grind och ut på en sjö, där bor varken man eller kvinna, där skall kvesa :bo och bygga, i tre namn, G. Fader, G. Son och den Helige And.

### Rannsakning
Anna var en av de många som arresterades år 1668, sedan hon blivit utpekad av barn för att ha fört dem till Blåkulla. 
Under förhören med Gertrud Svensdotter tillfrågades hon om Blåkulla, dit hon uppgav sig ha förts av Märit Jonsdotter, vad som skedde där och vilka hon hade sett där. Gertrud återgav en episod om hur Satan en gång blivit sjuk, och hur Lok Anna då hade stått vid spisen och kokat ihop en dekokt som hon sedan hade smort in Satan med i ett försök att bota honom. 
Gulichs Anna Olsdotter i Loka hade uppgett att Lok Anna sommaren 1668 hade fört henne till Blåkulla på pastorns insmorda oxe. 
I september 1668 satt Lok Anna i arrest hos sin måg och dotter, soldaten Anders Olsson Spijks' och Chirstin, i kyrkbyn. 
Lok Anna blev aldrig utsatt för tortyr. Hon förhördes då hon var sjuk och sängliggande. Hon var religiös, och ska ha bekänt gråtande på sin sjukbädd efter att ha hållits vaken i flera dygn och påverkats av prästen, som hon kände förtroende för och som sade att hon skulle hamna i helvetet om hon inte bekände. 
Under sin arrest blev Lok Anna svårt sjuk och sängliggande. Under trolldomskommissionens rannsakning av Gulichs Anna 
bad Lok Anna pastorn att komma till hennes sjukbädd, och rätten konstaterade att detta hade skett precis när Gulichs Anna hade nämnt Lok Anna under förhöret. Pastorn gick till hennes sjukbädd och "gjorde sin flit till att komma henne till god bekännelse, förehållandes henne vad vittnesbörd hon hade emot sig av dem som allareda hade bekänt sig, förutan sitt eget samvete, men hon låts intet veta av slikt djävulskap och förnekade det alldeles". Hon beskrevs då vara i mycket dåligt skick, men 
"Hades därför vakt om henne, de där alltid skulle hålla henne före hennes lövjeri, som hon brukat hade, vilket så mycket större misstanke gav om henne att hon (såsom det emot henne vittnades[)] vore skyldig till Blåkullafärden etc. ingaledes låtandes henne allena uti fantasier, utan åtminstone en alltid hålla henne vaken och vid tal."
Både pastorn, befallningsmannen (länsman) Anders Nohrmoræum och nämndemännen förhörde 6 september Lok Anna vid hennes sängkant och "begynte med stor flit arbeta på hennes omvändelse dels med godo och dels med onda ord, den ena släppte den andra tog vid, uppå vilken vi således i 2 runda klocktimmar högeligen arbetade"; även hennes dotter uppmanade henne att bekänna. Lok Anna nekade länge, men till slut tycktes hon bli rädd för helvetet om hon inte bekände: 
"Omsider kom en fruktan på henne och sade sig befara det Satan skulle taga hennes själ bort, det hon några resor itererade, kramandes hårt herr Anders Nohrmoræi [fol. 24r] hand, som då var ihop med henne. Måste alltså på sistone bekänna att hon hade varit med i detta sällskapet till Blåkulla."

### Bekännelse
Hennes första bekännelse var dock osammanhängande och motsägelsefull. När förhöret återupptogs, uppmanades hon att för sin själs skull ge en sanningsenlig bekännelse nu då hon låg nära döden, och hon svarade gråtande att hon inte ville fördölja något. 
Hon förklarade att hon under gårdagen hade förhindrats erkänna då hon sett Satan i stugan. 
Hon bekände att hon lärt sig lövjeri (trolldom) av den sedan dess avlidna Bäcke Karin i Loka då de gick i vall 1619, och att hon hade lärt sig fara till Blåkulla år 1656, av en same som besökt henne och hennes makes gård Loka. Hon uppgav att hon skadat folk med bjäror. Hon angav sedan 27 personer för häxeri. Hennes vittnesmål bekräftades av hennes make. 
Hon uppgav att den besökande samen hade väckt henne och fört henne till spisen, där samen hade manat på Satan att föra dem till Blåkulla, och hur de sedan farit upp genom skorstenen ut till en korsväg, där de manat fram Satan; han hade givit henne ett horn, en röd penning och ett stycke bröd. Tillbaka vid stugan väntade sedan en sadlad ren, på vilken de sedan hade flugit till Blåkulla, där hon försvurit sig till Satan och antecknat sitt namn i hans bok med blod från sitt finger, varefter de ätit, druckit och dansat. 
Hon uppgav sig ha gjort 12 bjäror tillsammans med Per Hanssons Kerstin på Åsen och hennes broder Lars Persson och sänt dessa så långt som till Stockholm. Hon erkände att hon hade vårdat Satan, gjort dekokter och koppat honom under hans sjukdom. Hon angav Marit Matsdotter, Mats Mickelsson och hans syster Anna, Bäcke Mickels hustru i Blyberg och hennes dotter Brita Maite Nilses hustru, Djus Olofs hustru Anna i Garberg, Gyris Marit, Ris Anna, hennes dotter Marit Matsdotter Skorde Karin, Bälter Mats och hans hustru, 
Mats Mickelsson, Knåpar Elin i Brunnsberg, Gulichs Mats, Olof Nilssons hustru i Loka, Olof Jönsson i Klitten och hans hustru Marit, Håll Anna i Klitten och hennes dotter Anna, och Hustru Brita Jacob Anderses i Karlsarvet. 

### Dom och efterspel
Lok Anna fick sedan nattvarden och absolution och uppgavs sedan verka må bättre. Hon uppmanades säga sanningen och hon bekräftade sin bekännelse. Efter att hon fått nattvarden tog hon tillbaka sitt utpekande av 10 av de 27 personer hon angett. 
Hon tog tillbaka sina utpekanden av Bäcke Mickels hustru i Blyberg, Skorde Karin, Bälter Mats, Knåpar Elin, Gunnar Olof Jonsson på Klitten, Håll Anna, hennes dotter Anna, Jacobs Anderses hustru Brita i Karlsarvet, samt Mickels Mats. Hon uppgav att Djävulen hade fått henne ange oskyldiga, och de 10 släpptes. 
En bekännelse gjorde att det var lagligt att ge henne nattvarden och avrätta henne. Det förhindrade enligt dåtida tro också att hon skulle spöka. 
Hon blev en av de som avrättades i häxprocessen i Älvdalen: den 19 maj 1669 avrättades Knopar Elin Knutsdotter, 70 år; Bland-Anna, 70 år; Bond Elin, 40 år; Lasse Persson, 20 år; Gålichs Anna Olsdotter, 17 år; och Brita Andersdotter, 17 år. Avrättningen ägde rum genom halshuggning och bränning.